# InterPARES 프로젝트
InterPARES(International Research on Permanent Authentic Records in Electronic Systems)는 진본성 · 평가 · 보존 및 전략 등 전자기록의 기록 생애 주기 전반에 걸친 문제를 해결하기 위해 방안을 모색하는 다국적 연구 프로젝트이다. 캐나다 브리티시 컬럼비아 대학의 듀란티(L. Duranti) 교수가 프로젝트 책임을 맡았으며, 1단계는 1999년에 시작되어 2001년에 완료되었고, 2단계는 2002년에 시작되어 2006년에 종료되었고, 3단계는 2007년에 시작되어 2012년에 종료, 4단계는 2013년에 시작되어 2018년에 종료된다.
1단계에서는 캐나다 · 미국 · 영국 · 호주 · 중국 · 홍콩 · 프랑스 · 이탈리아 · 네덜란드 · 스웨덴 · 포르투갈의 기록 관리 전문가가 참여했으며, 참여 연구진은 진본성 · 평가 · 보존 · 전략의 4가지 프로젝트를 분담하였다. 1단계 프로젝트의 결과물인 방대한 보고서가 공식 웹사이트(www.interpares.org)에 공개되어 있다. 이 보고서는 4가지 프로젝트 전담팀의 보고서와, 각국 환경에서 이 보고서가 제안하는 전략을 실행할 맥락을 기술한 부분, 그리고 용어집을 포함한 결론 등 크게 3부분으로 구성되어 있다. 2단계 사업은 예술 · 과학 · 전자 정부 분야의 복잡한 디지털 기록의 진본성 · 신뢰성 · 정확성 유지 문제를 생애 주기 관점에서 분석하였다. 3단계 사업명은 TEAM(Theoretical Elaborations into Archival Management)으로, 보존이론을 소규모, 중간규모의 조직의 전자시스템에서 활용하는 방법을 탐구하였으며, 우리나라 대표도 참여하였다. 가장 최근의 사업인 "Trust"는 굿 거버넌스(good governance)와 지속적인 디지털 기억을 기반으로 한 공공 신뢰를 증진시키기 위하여 인터넷에 위탁된 정책, 절차, 규제, 표준, 입법의 지역, 국내, 국제 네트워크의 통합되고 일관된 전자기록을 지원할 구조를 마련하는 데에 중점을 두고 있다.